# New Zealand Football Championship 2018-2019
Il campionato neozelandese di calcio 2018-2019 è stato il quindicesimo a disputarsi con questa formula (New Zealand Football Championship).

## Squadre partecipanti
| Club                    | Città        | Stadio                |
| ----------------------- | ------------ | --------------------- |
| Auckland City           | Auckland     | Kiwitea Street        |
| Canterbury Utd          | Christchurch | English Park          |
| Eastern Suburbs         | Kohimarama   | Bill McKinlay Park    |
| Hamilton Wanderers      | Hamilton     | Porritt Stadium       |
| Hawke’s Bay Utd         | Napier       | Bluewater Stadium     |
| Southern United         | Dunedin      | Sunnyvale Park        |
| Tasman Utd              | Nelson       | Trafalgar Park        |
| Team Wellington         | Wellington   | David Farrington Park |
| Waitakere Utd           | Waitakere    | The Trusts Arena      |
| Wellington Phoenix Res. | Wellington   | David Farrington Park |

## Classifica
Aggiornata al 23 marzo 2019
| #  | Squadra                 | Pt | PG | V  | N | P  | GF | GS | DR  |
| -- | ----------------------- | -- | -- | -- | - | -- | -- | -- | --- |
| 1  | Auckland City           | 52 | 18 | 17 | 1 | 0  | 46 | 18 | +28 |
| 2  | Eastern Suburbs         | 40 | 18 | 13 | 1 | 4  | 53 | 16 | +37 |
| 3  | Canterbury Utd          | 34 | 18 | 10 | 4 | 4  | 34 | 29 | +5  |
| 4  | Team Wellington         | 34 | 18 | 10 | 4 | 4  | 43 | 25 | +18 |
| 5  | Southern United         | 23 | 18 | 6  | 5 | 7  | 24 | 30 | -6  |
| 6  | Hamilton Wanderers      | 17 | 18 | 5  | 2 | 11 | 34 | 44 | -10 |
| 7  | Hawke’s Bay Utd         | 17 | 18 | 4  | 5 | 9  | 38 | 55 | -17 |
| 8  | Tasman Utd              | 14 | 18 | 3  | 5 | 10 | 22 | 36 | -14 |
| 9  | Waitakere Utd           | 13 | 18 | 4  | 1 | 13 | 29 | 46 | -17 |
| 10 | Wellington Phoenix Res. | 11 | 18 | 3  | 2 | 13 | 22 | 46 | -24 |

## Finals series
|  | Semifinali | Semifinali      | Semifinali |                 |   | Finale          | Finale | Finale |  |
|  |            |                 |            |                 |   |                 |        |        |  |
|  | 1          | Auckland City   | 1          |                 |   |                 |        |        |  |
|  | 1          | Auckland City   | 1          |                 |   |                 |        |        |  |
|  | 4          | Team Wellington | 3          |                 |   |                 |        |        |  |
|  | 4          | Team Wellington | 3          |                 | 4 | Team Wellington | 0      |        |  |
|  |            |                 |            |                 | 4 | Team Wellington | 0      |        |  |
|  |            |                 | 2          | Eastern Suburbs | 3 |                 |        |        |  |
|  | 2          | Eastern Suburbs | 2          | Eastern Suburbs | 3 | 1               |        |        |  |
|  | 2          | Eastern Suburbs |            |                 |   |                 |        |        |  |
|  | 3          | Canterbury Utd  | 0          |                 |   |                 |        |        |  |